# Хешмаш (Селаж)
Хешмаш (рум. Hășmaș) — село у повіті Селаж в Румунії. Входить до складу комуни Шимішна.
Село розташоване на відстані 361 км на північний захід від Бухареста, 42 км на схід від Залеу, 46 км на північ від Клуж-Напоки.

## Населення
За даними перепису населення 2002 року у селі проживали 414 осіб, усі — румуни. Усі жителі села рідною мовою назвали румунську.